# 本多正寛
本多 正寛（ほんだ まさひろ）は、江戸時代後期の大名。駿河国田中藩6代藩主。正重系本多家11代。

## 生涯
文化5年（1808年）5月9日、第5代藩主本多正意の長男として江戸で生まれる。文政8年（1825年）12月16日、従五位下・豊前守に叙位・任官する。文政12年（1829年）、父の死去により家督を継ぐ。
天保2年（1831年）から財政再建を中心とした藩政改革を行ない、倹約や風紀取締り、勧農政策や作物生育の障害となる雑林の伐採、油木や薪炭用の植樹の奨励、酒屋などに冥加金を課してその金銭を貧民救済に当てるなどしている。天保3年（1832年）に大蔵永常を登用している。
天保7年（1836年）8月17日に奏者番に任じられている。天保8年（1837年）に藩校・日知館を創設し、さらに洋式軍制の導入や銃隊の編成、天保14年（1843年）からは大砲を鋳造するなどしている。嘉永7年（1854年）11月の大地震で大被害を受け、安政2年（1855年）から救済に務めている。
安政7年（1860年）2月17日に死去した。享年53。跡を弟で養子の正訥が継いだ。
武術や書画に優れる一方で、百姓出身の古谷道生を登用するなど、藩政改革で実力を発揮した名君といわれる。

## 系譜
父母
- 本多正意（父）
- 光 ー 戸田忠翰の娘（母）

正室
- 睦 ー 松平斉孝の娘

養子
- 本多正訥 ー 実弟